# Yolocaq
Yolocaq är en ort i Azerbajdzjan.   Den ligger i distriktet Jardymly, i den södra delen av landet, 210 km sydväst om huvudstaden Baku. Yolocaq ligger 804 meter över havet och antalet invånare är 1 131.
Terrängen runt Yolocaq är kuperad. Närmaste större samhälle är Yardımlı, 13,9 km väster om Yolocaq. 
Trakten runt Yolocaq består till största delen av jordbruksmark. Runt Yolocaq är det ganska tätbefolkat, med 60 invånare per kvadratkilometer.